# Diopatra neotridens
Diopatra neotridens är en ringmaskart som beskrevs av Hartman 1944. Diopatra neotridens ingår i släktet Diopatra och familjen Onuphidae. Inga underarter finns listade i Catalogue of Life.